# Magere Brug

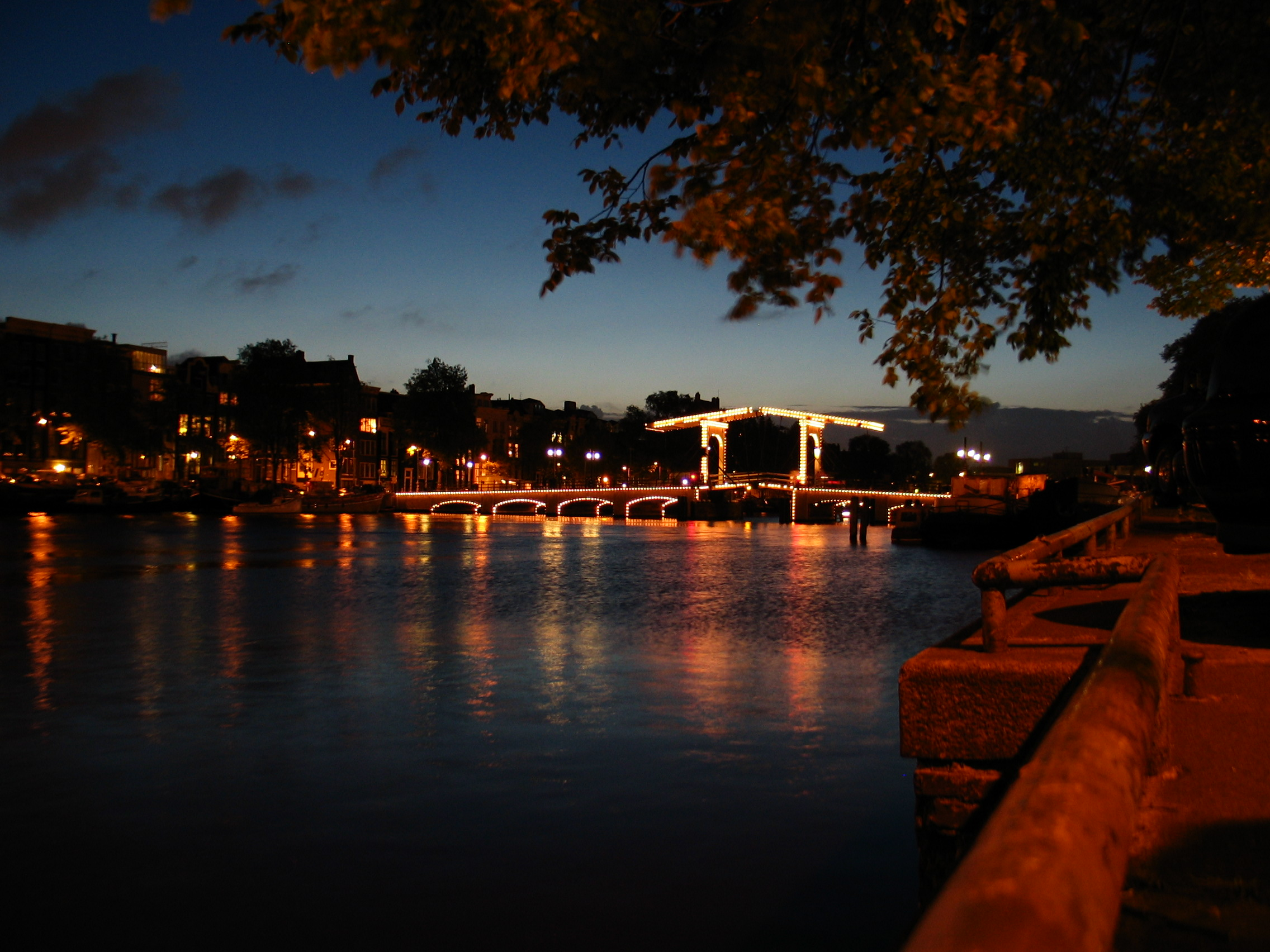
Il Magere Brug illuminato

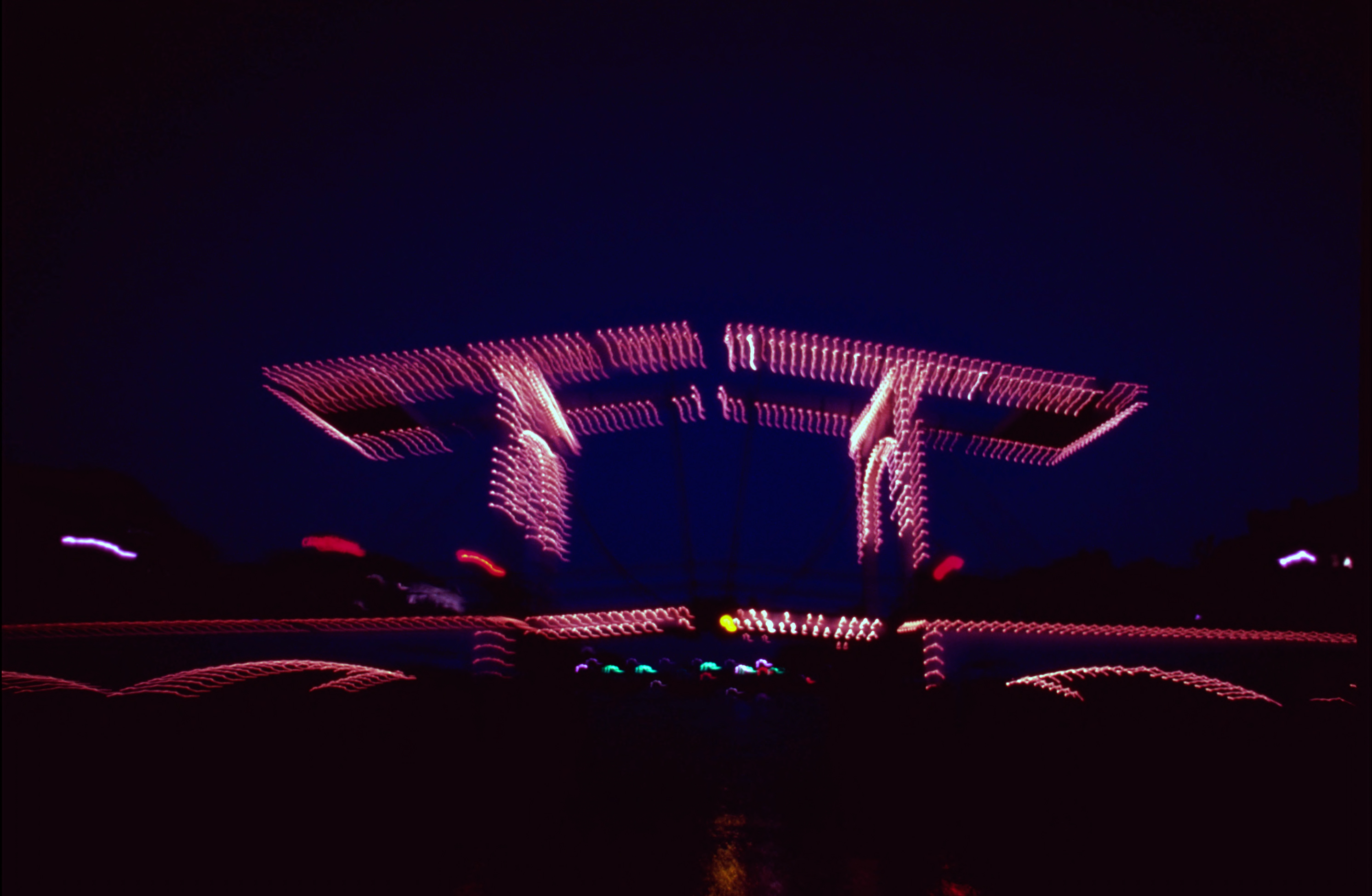
Magere Brug Amsterdam, Skinny Bridge 1988

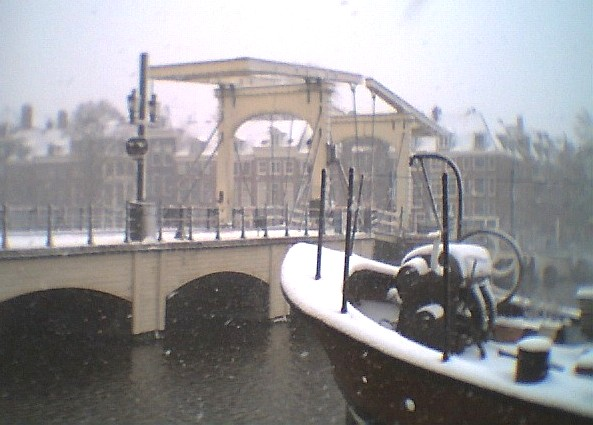
Il Magere Brug d'inverno

Il Magere Brug ("Ponte magro") è il più famoso dei ponti della città di Amsterdam: si tratta di un ponte levatoio in legno sul fiume Amstel del 1934, costruito su progetto di Piet Kramer (1881 - 1961) in luogo di un originario ponte levatoio del 1691 (ricostruito nel 1871), che unisce la Kerkstraat alla Nieuwe Kerkstraat.

## Caratteristiche
Il ponte è in legno africano azobè verniciato di bianco, è lungo circa 80 m ed è decorato da 1.200 lampadine, che lo illuminano durante la sera.

## Localizzazione
Il ponte si trova nella cerchia dei canali sud (detta anche: cerchia dei canali est), ai confini con la zona di Plantage, non lontanissimo da Rembrandtplein.

## Origini del nome
Secondo una leggenda, il nome del ponte si deve alle due sorelle Mager, alle quali la costruzione di quel ponte sarebbe servita per raggiungere l'altra sponda del canale, dove dovevano trasportarvi del bestiame.
Più probabile, tuttavia, è che il nome derivi o da quello dell'architetto o - più probabilmente - dal fatto che il ponte sia molto stretto, o - meglio - che lo fosse il ponte originale (vale a dire: magere Brug significherebbe proprio "ponte magro").

## Storia
Il ponte originario fu costruito nel 1691 e venne chiamato Kerkstraatbrug (ovvero "Ponte sulla/della Kerkstraat"). Questo nome cambiò poi in Magere Brug ("ponte magro"), probabilmente per via delle sue dimensioni.
Questo ponte venne poi demolito nel 1871 e sostituito da un ponte simile a quello attuale.
A sua volta questo ponte venne demolito nel 1934 e sostituito da quello attuale, più grande del precedente, progettato da Piet Kramer (1881 - 1961).
Nel 1969 ha avuto luogo l'ultimo restauro di una certa rilevanza.

## Eventi
Il giorno della Festa della Liberazione (Bevrijdingsdag, 8 maggio), si tiene un concerto nei pressi del Magere Brug in presenza della regina.

## Curiosità
- Il ponte è servito come soggetto nelle riprese di molti film.
- Del ponte esiste una riproduzione in scala 1:25 nel parco di Madurodam ("Olanda in miniatura"), a L'Aia.